# Bessey-en-Chaume
Pour les articles homonymes, voir Bessey (homonymie).
Bessey-en-Chaume est une commune française située dans le canton d'Arnay-le-Duc du département de la Côte-d'Or, en région Bourgogne-Franche-Comté.

## Géographie

### Climat
Pour des articles plus généraux, voir Climat de la Bourgogne-Franche-Comté et Climat de la Côte-d'Or.
En 2010, le climat de la commune est de type climat des marges montargnardes, selon une étude du Centre national de la recherche scientifique s'appuyant sur une série de données couvrant la période 1971-2000. En 2020, Météo-France publie une typologie des climats de la France métropolitaine dans laquelle la commune est exposée à un climat océanique altéré et est dans la région climatique  Bourgogne, vallée de la Saône, caractérisée par un bon ensoleillement (1 900 h/an), un été chaud (18,5 °C), un air sec au printemps et en été et des vents faibles. 
Pour la période 1971-2000, la température annuelle moyenne est de 9,4 °C, avec une amplitude thermique annuelle de 17,1 °C. Le cumul annuel moyen de précipitations est de 986 mm, avec 13 jours de précipitations en janvier et 7,6 jours en juillet. Pour la période 1991-2020, la température moyenne annuelle observée sur la station météorologique installée sur la commune est de 10,2 °C et le cumul annuel moyen de précipitations est de 831,9 mm,. Pour l'avenir, les paramètres climatiques de la commune estimés pour 2050 selon différents scénarios d'émission de gaz à effet de serre sont consultables sur un site dédié publié par Météo-France en novembre 2022.
| Mois                                  | jan.           | fév.           | mars           | avril         | mai           | juin          | jui.          | août          | sep.          | oct.          | nov.          | déc.           | année      |
| ------------------------------------- | -------------- | -------------- | -------------- | ------------- | ------------- | ------------- | ------------- | ------------- | ------------- | ------------- | ------------- | -------------- | ---------- |
| Température minimale moyenne (°C)     | −0,7           | −0,4           | 2,4            | 5,8           | 8,7           | 12,7          | 14,5          | 14,3          | 11,3          | 7,8           | 3,4           | 0,4            | 6,7        |
| Température moyenne (°C)              | 1,6            | 2,3            | 6              | 9,9           | 12,9          | 17,3          | 19,2          | 18,7          | 15,3          | 10,9          | 6             | 2,7            | 10,2       |
| Température maximale moyenne (°C)     | 3,9            | 5,1            | 9,6            | 14            | 17,1          | 21,9          | 23,9          | 23,1          | 19,3          | 14            | 8,5           | 5,1            | 13,8       |
| Record de froid (°C) date du record   | −12,6 10.01.03 | −14,2 07.02.12 | −13,2 01.03.05 | −5,1 07.04.21 | −0,2 06.05.19 | 2,9 02.06.06  | 7,1 05.07.05  | 6,8 11.08.16  | 1,6 25.09.02  | −3,3 28.10.12 | −5,9 27.11.10 | −15,5 20.12.09 | −15,5 2009 |
| Record de chaleur (°C) date du record | 14,1 02.01.22  | 19,6 27.02.19  | 23 31.03.21    | 25,1 21.04.18 | 29,7 20.05.22 | 35,2 27.06.19 | 36,6 31.07.20 | 36,5 12.08.03 | 31,3 10.09.23 | 26,3 09.10.23 | 19,8 02.11.20 | 14,2 31.12.21  | 36,6 2020  |
| Précipitations (mm)                   | 69             | 50,9           | 58,4           | 61,6          | 83,1          | 66,6          | 79,3          | 63,4          | 56,6          | 82,8          | 85,1          | 75,1           | 831,9      |

## Urbanisme

### Typologie
Au 1er janvier 2024, Bessey-en-Chaume est catégorisée commune rurale à habitat dispersé, selon la nouvelle grille communale de densité à 7 niveaux définie par l'Insee en 2022.
Elle est située hors unité urbaine. Par ailleurs la commune fait partie de l'aire d'attraction de Beaune, dont elle est une commune de la couronne,. Cette aire, qui regroupe 64 communes, est catégorisée dans les aires de 50 000 à moins de 200 000 habitants,.

### Occupation des sols
L'occupation des sols de la commune, telle qu'elle ressort de la base de données européenne d’occupation biophysique des sols Corine Land Cover (CLC), est marquée par l'importance des territoires agricoles (66,2 % en 2018), en augmentation par rapport à 1990 (65,2 %). La répartition détaillée en 2018 est la suivante : forêts (33,3 %), prairies (31,8 %), terres arables (30,2 %), zones agricoles hétérogènes (4,2 %), zones industrielles ou commerciales et réseaux de communication (0,5 %). L'évolution de l’occupation des sols de la commune et de ses infrastructures peut être observée sur les différentes représentations cartographiques du territoire : la carte de Cassini (XVIIIe siècle), la carte d'état-major (1820-1866) et les cartes ou photos aériennes de l'IGN pour la période actuelle (1950 à aujourd'hui).

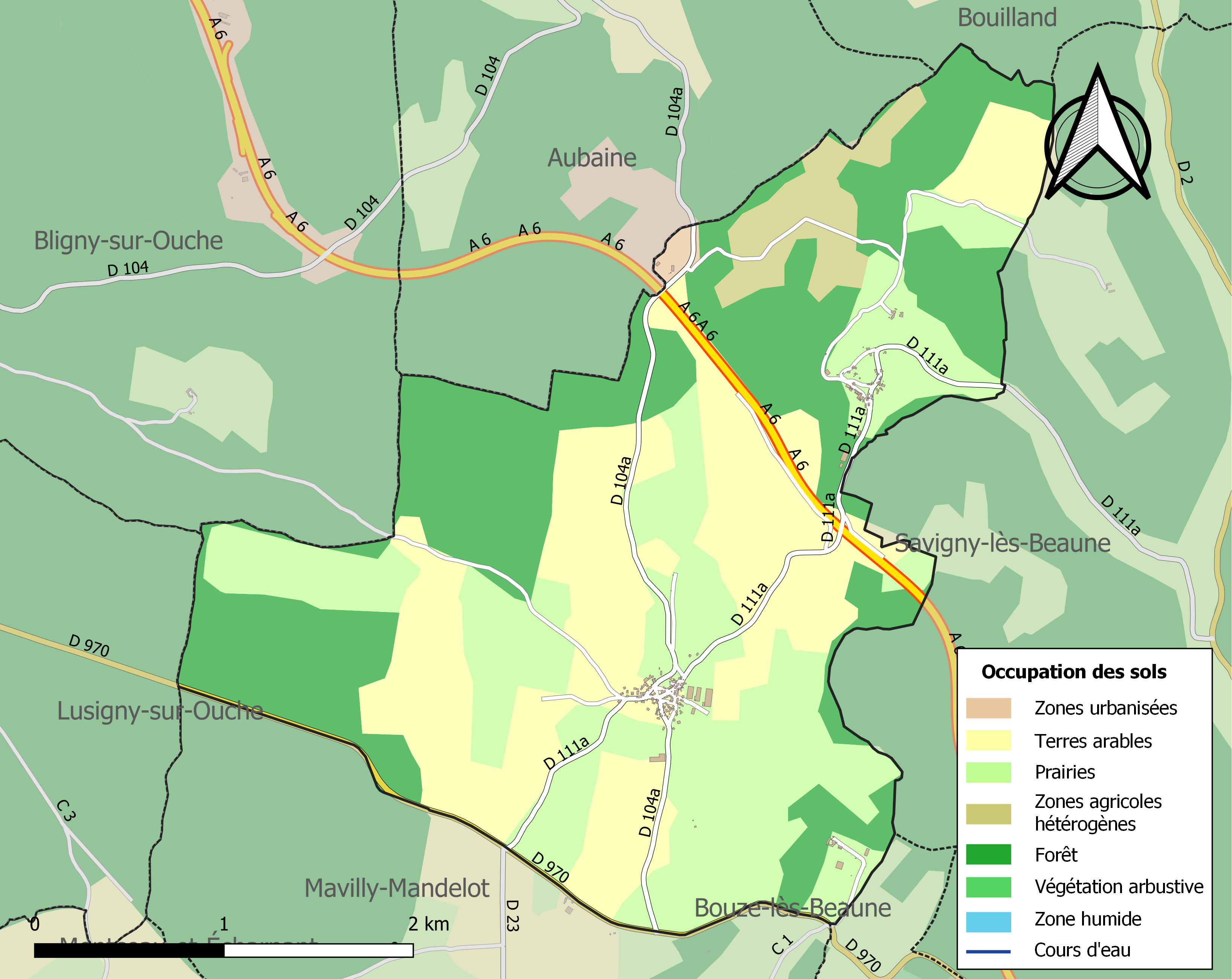
Carte des infrastructures et de l'occupation des sols de la commune en 2018 (CLC).

## Politique et administration
| Période                                  | Période  | Identité       | Étiquette | Qualité     |
| ---------------------------------------- | -------- | -------------- | --------- | ----------- |
| mars 2001                                | en cours | Gérard Pierrot |           | Agriculteur |
| Les données manquantes sont à compléter. |          |                |           |             |

## Démographie
L'évolution du nombre d'habitants est connue à travers les recensements de la population effectués dans la commune depuis 1793. Pour les communes de moins de 10 000 habitants, une enquête de recensement portant sur toute la population est réalisée tous les cinq ans, les populations de référence des années intermédiaires étant quant à elles estimées par interpolation ou extrapolation. Pour la commune, le premier recensement exhaustif entrant dans le cadre du nouveau dispositif a été réalisé en 2004.

En 2022, la commune comptait 119 habitants, en évolution de −22,73 % par rapport à 2016 (Côte-d'Or : +0,82 %, France hors Mayotte : +2,11 %).
| 1793 | 1800 | 1806 | 1821 | 1831 | 1836 | 1841 | 1846 | 1851 |
| ---- | ---- | ---- | ---- | ---- | ---- | ---- | ---- | ---- |
| 287  | 278  | 294  | 308  | 390  | 361  | 345  | 350  | 354  |

| 1856 | 1861 | 1866 | 1872 | 1876 | 1881 | 1886 | 1891 | 1896 |
| ---- | ---- | ---- | ---- | ---- | ---- | ---- | ---- | ---- |
| 330  | 313  | 268  | 237  | 240  | 212  | 190  | 175  | 167  |

| 1901 | 1906 | 1911 | 1921 | 1926 | 1931 | 1936 | 1946 | 1954 |
| ---- | ---- | ---- | ---- | ---- | ---- | ---- | ---- | ---- |
| 151  | 140  | 134  | 112  | 113  | 110  | 107  | 93   | 99   |

| 1962 | 1968 | 1975 | 1982 | 1990 | 1999 | 2004 | 2006 | 2009 |
| ---- | ---- | ---- | ---- | ---- | ---- | ---- | ---- | ---- |
| 98   | 99   | 82   | 79   | 87   | 98   | 99   | 95   | 109  |

| 2014 | 2019 | 2022 | - | - | - | - | - | - |
| ---- | ---- | ---- | - | - | - | - | - | - |
| 140  | 127  | 119  | - | - | - | - | - | - |

## Lieux et monuments
- Col de Bessey-en-Chaume sur l'autoroute A6 (565 m) et sur la RD 104 A sur un pont au-dessus de l'autoroute.
- Église Saint-Philothée, datant du XIXe siècle.
- Sentier de grande randonnée 7, suivant la ligne de partage des eaux entre Atlantique et Méditerranée.